# Colaciticus banghaasi
Espèce
Colaciticus banghaasi est une espèce de papillons de la famille des Riodinidae et du genre Colaciticus  endémique du Brésil.

## Dénomination
Colaciticus banghaasi a été décrit par Adalbert Seitz en 1917.

## Écologie et distribution
Chorinea octauius est présent au Brésil dans le Mato-Grosso.

### Protection
Pas de statut de protection particulier.